# Heggraben (Hambach)
Der Heggraben ist ein rechter Zufluss des unteren Hambachs nach der Unterhambacher Mühle im Stadtgebiet von Gunzenhausen im Landkreis Weißenburg-Gunzenhausen. Der Lauf des noch im mittelfränkischen Landkreis Ansbach entspringenden Bach ist rund dreieinhalb Kilometer lang und läuft etwa ostwärts.

## Geographie

### Verlauf
Der Heggraben entspringt östlich von Kleinlellenfeld im Gewann Letten am Rande des Cronheimer Waldes auf einer Höhe von etwa 465 m ü. NHN. Der Bach fließt erst neben einem schmalen Flurschlauch am Nordrand dieses Waldes entlang und durchquert dann nacheinander auf zwei kleineren Abschnitten andere Wälder. Danach durchfließt er auf seinem Unterlauf bis zur Mündung eine weite Offenlandschaft. Er unterquert darin die Kreisstraße WUG 24. Der Heggraben mündet nach einem Lauf von rund 3,5 Kilometern auf einer Höhe von 420 m ü. NHN südöstlich von Unterhambach und der Unterhambacher Mühle von rechts in den Hambach. Der Lauf des Heggrabens hat ein mittleres Sohlgefälle von etwa 13 ‰.

### Einzugsgebiet
Das etwa 3,2 km² große Einzugsgebiet liegt mit dem Westteil im Unterraum Hahnenkamm-Liasgürtel des Naturraums Vorland der Südlichen Frankenalb, mit dem Ostteil im Unterraum Ornbau-Gunzenhäuser Altmühltal des Mittelfränkischen Beckens. Es hat etwa die Kontur eines lange recht gleichbleibend dicken Schlauchs von stets unter einem Kilometer Breite, der sich knapp vier Kilometer weit vom Ortsbereich Kleinlellenfelds ostwärts bis zur Mündung erstreckt. Der mit etwa 503 m ü. NHN höchste Punkt darin liegt südlich von Kleinlellenfeld auf einer kleinen Flurhochebene.
Die Trasse des Limes folgt etwa dem Kamm des linksseits die wenig eingetiefte Talmulde begleitenden Hügelrückens, hinter ihm konkurriert der Zochagraben zum Hambach etwas weiter aufwärts in Unterhambach. Jenseits der Südgrenze läuft im Bereich des Unterlaufs der Filchenharder Graben zum Wurmbach, weiter im Westen im Cronheimer Wald grenzt das Einzugsgebiet des Kröttenbachs an, der über den Arrabach und den Lentersheimer Mühlbach zur Wörnitz entwässert. Zwei kleinere Gewässer westlich des Einzugsgebietes speisen über den Dennenloher See und seinen Abfluss ebenfalls diesen Wörnitzzufluss.
Das Einzugsgebiet ist rund zur Hälfte bewaldet, in der offenen Flur herrscht der Feldbau vor. Ein Teil von Kleinlellenfeld liegt im Einzugsgebiet, das sonst ganz unbewohnt ist.